# Thermopolium

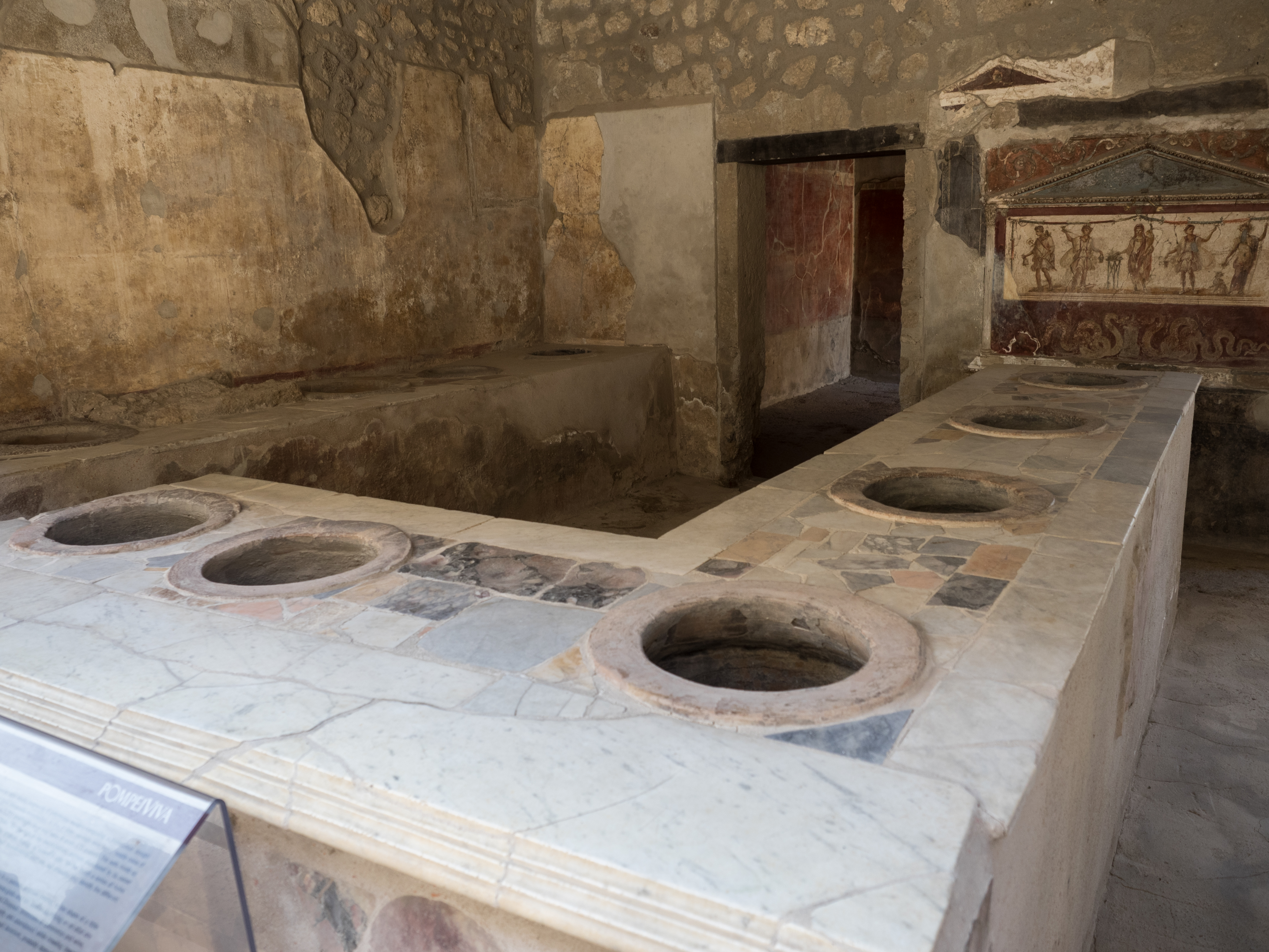
Thermopolium des Vetutius Placidus in Pompeji

Ein Thermopolium (von altgriech. θερμός thermós »warm« und πωλέιν poléin »verkaufen«; Mehrzahl Thermopolia) ist ein in der altertumswissenschaftlichen Forschung verwendeter Begriff, der eine Art römische Gaststätte, in der warme Speisen und Getränke als Schnellimbiss verkauft wurden, bezeichnet. In der neueren Forschung wird dieser Begriff kritisch betrachtet, da er lediglich in drei Werken des Autors Plautus belegt ist. In pompejanischen Wandinschriften findet man diese Bezeichnung daher nicht, stattdessen wird hier der Begriff des caupo oder copo für einen Wirt verwendet. Dessen Arbeitsplatz wäre dann die caupona.

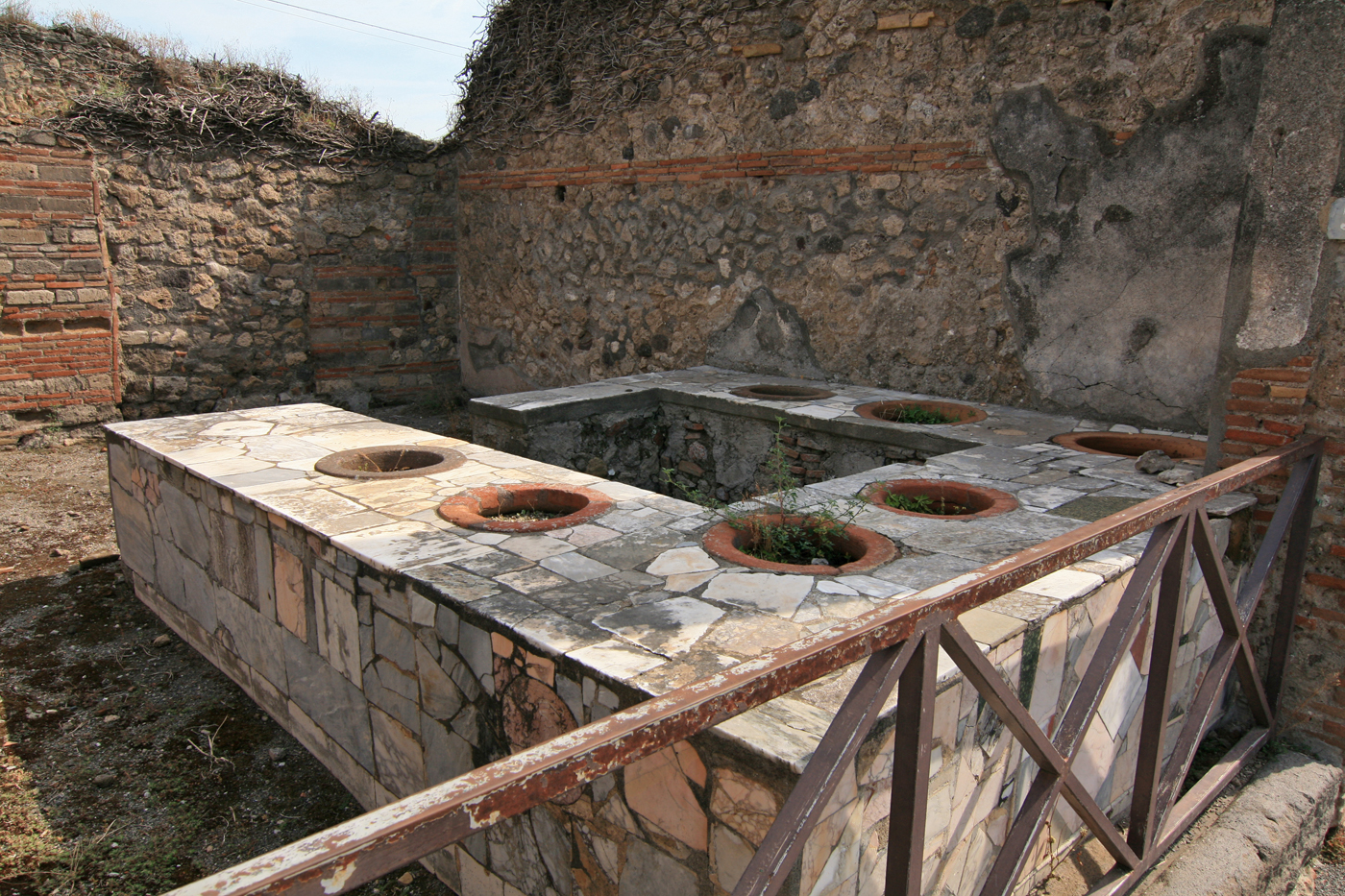
Überreste eines Thermopoliums in Pompeji

Die in Pompeji erhaltenen Thermopolia waren meist kleine Räumlichkeiten, die gegen die Straße hin mit einer gemauerten Theke versehen waren. In diese in Pompeji gerne mit Marmorbruchsteinen bunt belegte Theke waren Vorratsgefäße sowie Wasser- und Kochtöpfe eingelassen, deren Inhalt durch ein darunter liegendes Feuer warm gehalten werden konnte. Im Innern befand sich ein Herd, auf dem die Gerichte vorgekocht wurden.
Die angebotenen Speisen waren sehr einfach: Zumeist standen Hülsenfrüchte wie Erbsen, Bohnen, Linsen und Kichererbsen auf dem Menü. Außerdem wurde mit heißem Wasser gemischter Wein ausgeschenkt. 
Die Gäste verzehrten ihr Essen gleich im Stehen. Allerdings ist der Übergang zur Taverne mit mehreren Sitzgelegenheiten oder gar einer Art Hotel fließend, da auch Thermopolien mit Gästezimmern in der darüberliegenden Etage gefunden wurden. Letztere dienten zum Teil auch als Bordell.
Thermopolia wurden in vielen römischen Siedlungen gefunden. In Pompeji ist das Thermopolium der Asellina sogar vollständig mit der gesamten Einrichtung erhalten geblieben; sogar das Wasser im Kochtopf hatte, durch Vulkanasche hermetisch abgeschlossen, die 1800 Jahre bis zur Wiederentdeckung überdauert.